# Zujkowszczyzna
Zujkowszczyzna [pronunciación en polaco: /zui̯kɔfʂˈt͡ʂɨzna/] es un pueblo en el distrito administrativo de Gmina Dąbrowa Białostocka, dentro del Distrito de Sokółka, Voivodato de Podlaquia, en el noreste de Polonia.